# Вікторія Бекхем
Вікто́рія Керола́йн Бе́кхем (англ. Victoria Caroline Beckham, [ vɪkˈtɔːrɪə ˈkærəlaɪn ˈbɛkəm]; до шлюбу Адамс (англ. Adams); нар. 17 квітня 1974, Гарлоу, Ессекс, Англія) — британська співачка та авторка пісень, акторка, модельєрка, блогерка та підприємиця. Учасниця гурту Spice Girls (відома як «Posh Spice»). Письменниця, авторка автобіографії. У джерелах також поширені варіанти прізвища Бекгем, Бекем.

## Раннє життя
Народилася в родині Жаклін і Ентоні Адамсів у лікарні Принцеси Александри в Гарлоу, графство Ессекс, виросла у Гофс Ок, Гартфордшир. Батько був інженером-електронником, а пізніше разом з матір'ю заснував гуртовий бізнес електроніки, який дозволив комфортному вихованню Вікторії, її сестри Луїзи та її брата Крістіана Адамса.
Вікторія була сповнена вражень після перегляду мюзиклу Слава і вирішила, що теж стане відомою. Батьки записали її в театральне училище Джейсон у 17-річному віці.

## Кар'єра

### Spice Girls
У 1994 році Адамс увійшла до жіночого колективу Spice Girls разом з Джері Галлівелл, Еммою Бантон, Мелані Браун і Мелані Чисголм. Перший сингл гурту називається «Touch». 1996 року перший сингл гурту, «Wannabe», став № 1 у Великій Британії та США і ще в 29 країнах. За ним були ще дев'ять синглів номер один з їхніх альбомів Spice, Spiceworld і Forever. Кожна учасниця гурту отримала прізвисько від преси. Бекхем отримала псевдонім «Posh Spice» через те, що віддавала перевагу приталеним фасонам одягу, таким як маленькі чорні сукні, і за любов до взуття на високих підборах. Колектив був одним з найуспішніших попгуртів 1990-х років, продавши понад 55 мільйонів платівок в усьому світі. Після випуску третього альбому Forever, який був набагато менш успішними, учасниці зупинили спільну діяльність, щоб розвивати сольні кар'єри.
У 2007 році Spice Girls реформувалися і оголосили про плани розпочати возз'єднувальний тур, з якого вони, як стверджується, заробили 10 мільйонів фунтів стерлінгів кожна (приблизно $20 млн).

### Сольна кар'єра
14 серпня 2000 року Вікторія Бекхем випустила свій перший сольний сингл, «Out of Your Mind», у співпраці з Dane Bowers і Truesteppers. Пісня дебютувала на 2-му місці в чарті UK Singles. Її наступний сингл «Not Such An Innocent Girl», був випущений 17 вересня 2001 року. Однойменний дебютний альбом співачки, який вийшов 1 жовтня 2001 року, досяг 10-го місця в чарті альбомів Великої Британії.
Другий і останній сингл був випущений з альбому «A Mind of Its Own» 11 лютого 2002 року. Сингл досягнув 6-ї позиції у Великій Британії і був проданий у кількості 56500 копій.

### Книги
Автобіографія Бекхем «Learning To Fly» була видана 13 вересня 2001 року. Назву було взято з рядка в пісні з мюзиклу Слава, який Вікторія бачила ще в дитинстві. У книзі співачка розповідає про дитинство, час, проведений у Spice Girls, шлюб і сімейне життя, а також про свою кар'єру в той час.
Друга книга Бекхем з модних порад, «That Extra Half an Inch: Hair, Heels and Everything In Between», була опублікована 27 жовтня 2006 року. Книга стала бестселером, було продано 400000 її копій тільки у Великій Британії. Відтоді копії були продані в США, Нідерландах, Японії, Португалії, Литві, Росії та нещодавно в Китаї.

## Телебачення
Вікторія Бекхем зняла 5 офіційних документальних фільмів. Перший, від 11 січня 2000 року, був названий «Victoria's Secrets» (укр. «Секрети Вікторії»), показаний тільки у Великій Британії на каналі Channel 4. У ньому йдеться про Бекхем поза лаштунками, а також показано дискусії та інтерв'ю інших британських знаменитостей, як-от Елтона Джона.
Другий фільм, «Being Victoria Beckham» (укр. «Бути Вікторією Бекхем»), показали в березні 2002 року. У фільмі йдеться про сольну кар'єру співачки, також показано її на різних фотосесіях. Третій фільм «The Real Beckhams», що вийшов в етер 24 грудня 2003 року на каналі ITV1, розповідає про переїзд Бекхем з Лондона до Мадриду після того, як її чоловік підписав контракт з «Реалом». Пізніше, 2 лютого 2004 року, стрічка була випущена на DVD.
Четвертий фільм «Full Length & Fabulous: The Beckhams' 2006 World Cup Party» (укр. «Повна тривалість та казковість: Вечірка Кубка Світу Бекхемів 2006 року»). У ньому йдеться про вечірку Бекхемів, гроші з якої будуть віддані на благодійність. Два квитки для участі були продані за £103 тис. з аукціону онлайн на благодійність
Щоб підготувати документальний фільм про сімейний переїзд до США, Бекхем підписала контракт з NBC для фільмування шести реаліті-епізодів тривалістю по пів години. За відсутності достатньої кількості матеріалів фільм випустився односерійним тривалістю в годину і називався «Victoria Beckham: Coming to America» (укр. «Вікторія Бекхем: Прибуття до США»). Його показали 16 липня 2007 року в США та Канаді. Наступного дня фільм показали у Великій Британії на каналі ITV.
У липні 2007 року було оголошено, що Вікторія Бекхем незабаром зіграє епізодичне камео у другому сезоні серіалу «Ugly Betty» (укр. «Потворна Бетті»).
У лютому 2008 року стало відомо, що Бекхем буде гостею та судитиме фінал четвертого сезону «Project Runway», яке транслюватиметься 5 березня 2008 року в США.

### Мода
Разом з чоловіком Девідом Вікторія Бекхем запустила лінію модного одягу та парфумів dVb (David and Victoria Beckham), яка є частиною Beckham Brand Ltd. Підприємство випускає чоловічі та жіночі джинси, сонячні окуляри, туалетну воду, сукні та вироби з трикотажу. За версією журналу Гламур Вікторія Бекхем визнана переможницею в номінації «Дизайнер аксесуарів» у 2011 р.
5 червня 2007 Бекхем виграла два британських Glamour Magazine Awards, один у номінації «Жінка року», а інший — «Підприємець року». 2007 року спеціально для японського ринку Бекхем випустила лінію косметики V Sculpt у Токіо. Вікторія Бекхем закріпила за собою статус ікони моди, з'явившись на обкладинці різних видань журналу Vogue три рази за рік. Перша поява Бекхем відбулась у квітні 2008 року на обкладинці британського Vogue, друга — в листопаді в індійському Vogue, і третя — в лютому 2009 року на обкладинці російського Vogue.

## Особисте життя
У 1997 році Вікторія Адамс почала зустрічатися з футболістом Девідом Бекхемом, якого зустріла на благодійному футбольному матчі. Пара оголосила про заручини в 1998 році і отримала прізвисько «Пош і Бекс» у медіа. 4 липня 1999 року вони одружилися в ірландському замку. За чотири місяці до цього Вікторія народила сина Брукліна (англ. Brooklyn).
Зараз у Бекхемів троє синів і донька: Бруклін Джозеф (англ. Brooklyn Joseph, нар. 4 березня 1999 року, Вестмінстер, Лондон), Ромео Джеймс (англ. Romeo James, нар. 1 вересня 2002 року, Вестмінстер, Лондон), Круз Девід (англ. Cruz David, нар. 20 лютого 2005, Мадрид, Іспанія), Гарпер Севен (англ. Harper Seven, нар. 10 липня 2011 року, Лос-Анджелес, Каліфорнія, США).

## Вікторія Бекхем і Україна
У зв'язку з російським вторгненням в Україну Бекхем разом із чоловіком ініціювала збір коштів на допомогу українським дітям та їхнім матерям через фонд UNICEF .

## Дискографія

### Альбоми
| Рік  | Альбом                                                                          | Чарти | Чарти    | Продаж  | Нагороди                 |
| Рік  | Альбом                                                                          | UK    | AUS Hits | Продаж  | Нагороди                 |
| ---- | ------------------------------------------------------------------------------- | ----- | -------- | ------- | ------------------------ |
| 2001 | Victoria Beckham - Виданий: 1 жовтня 2001 - Лейбл: Virgin - Формати: CD, касети | 10    | 1        | 100,000 | Велика Британія: Срібний |

### Сингли
| Рік  | Сингл                                                    | Чарти           | Чарти    | Чарти   | Чарти   | Чарти     | Альбом                       |
| Рік  | Сингл                                                    | Велика Британія | Ірландія | Іспанія | Румунія | Австралія | Альбом                       |
| ---- | -------------------------------------------------------- | --------------- | -------- | ------- | ------- | --------- | ---------------------------- |
| 2000 | «Out of Your Mind» (разом з True Steppers і Dane Bowers) | 2               | 4        | 4       | —       | 27        | Truestepping                 |
| 2001 | «Not Such an Innocent Girl»                              | 6               | 23       | 15      | 67      | 36        | Victoria Beckham             |
| 2002 | «A Mind of Its Own»                                      | 6               | —        | —       | —       | —         | Victoria Beckham             |
| 2003 | «Let Your Head Go»                                       | 3               | 17       | —       | —       | —         | Open Your Eyes/Come Together |
| 2003 | «This Groove»                                            | 3               | 17       | —       | —       | —         | Open Your Eyes/Come Together |

## Фільмографія
| Рік  | Назва                                 | Роль                          | Примітки                               |
| ---- | ------------------------------------- | ----------------------------- | -------------------------------------- |
| 1997 | «Spice World»                         | Самої себе                    | Основна роль                           |
| 2000 | «Victoria's Secrets»                  | Самої себе                    | Документальний                         |
| 2002 | «Being Victoria Beckham»              | Самої себе                    | Документальний                         |
| 2003 | «The Real Beckhams»                   | Самої себе                    | Документальний                         |
| 2006 | «Full Length & Fabulous»              | Самої себе                    | Документальний                         |
| 2007 | V"ictoria Beckham: Coming to America" | Самої себе                    |                                        |
| 2007 | «Ugly Betty»                          | Самої себе                    | Епізод «A Nice Day for a Posh Wedding» |
| 2008 | «Project Runway»                      | Суддя                         |                                        |
| 2009 | «Germany's Next Topmodel»             | Суддя                         |                                        |
| 2010 | «American Idol»                       | Суддя                         | У Бостоні та Денвері                   |
| 2010 | «Spongebob Squarepants»               | Озвучування Королеви Афродити |                                        |